# Torneo scacchistico di Las Palmas 1996

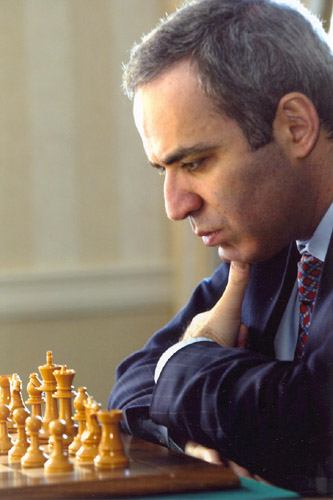
Garri Kasparov

Il torneo scacchistico di Las Palmas 1996 si è svolto a Las Palmas dal 9 al 21 dicembre 1996.
È rimasto famoso per essere stato il primo torneo a raggiungere la categoria XXI. Parteciparono sei tra i sette più forti giocatori del momento , con una media Elo di 2757 punti. Erano presenti il campione del mondo PCA Garri Kasparov, il campione del mondo FIDE Anatolij Karpov e altri tre futuri campioni del mondo. 
Il torneo fu organizzato dalla PCA (Professional Chess Association) col sistema all'italiana a doppio girone. Vinse Garri Kasparov con un punto di vantaggio sul secondo classificato Viswanathan Anand. Realizzò una Elo performance di 2859 punti. 

## Tabella del torneo
| # | Giocatore         | Elo  | Paese    | 1   | 2   | 3   | 4   | 5   | 6   | Totale |
| 1 | Garri Kasparov    | 2785 | Russia   | *   | ½ ½ | ½ ½ | 1 ½ | ½ 1 | ½ 1 | 6 ½    |
| 2 | Viswanathan Anand | 2735 | India    | ½ ½ | *   | ½ 0 | ½ ½ | ½ 1 | 1 ½ | 5 ½    |
| 3 | Vladimir Kramnik  | 2765 | Russia   | ½ ½ | ½ 1 | *   | ½ 0 | ½ ½ | 0 1 | 5      |
| 4 | Veselin Topalov   | 2750 | Bulgaria | 0 ½ | ½ ½ | ½ 1 | *   | ½ ½ | 0 1 | 5      |
| 5 | Anatolij Karpov   | 2775 | Russia   | ½ 0 | ½ 0 | ½ ½ | ½ ½ | *   | ½ ½ | 4      |
| 6 | Vasyl' Ivančuk    | 2730 | Ucraina  | ½ 0 | ½ 0 | 1 0 | 1 0 | ½ ½ | *   | 4      |